# Schloss Rochebrune

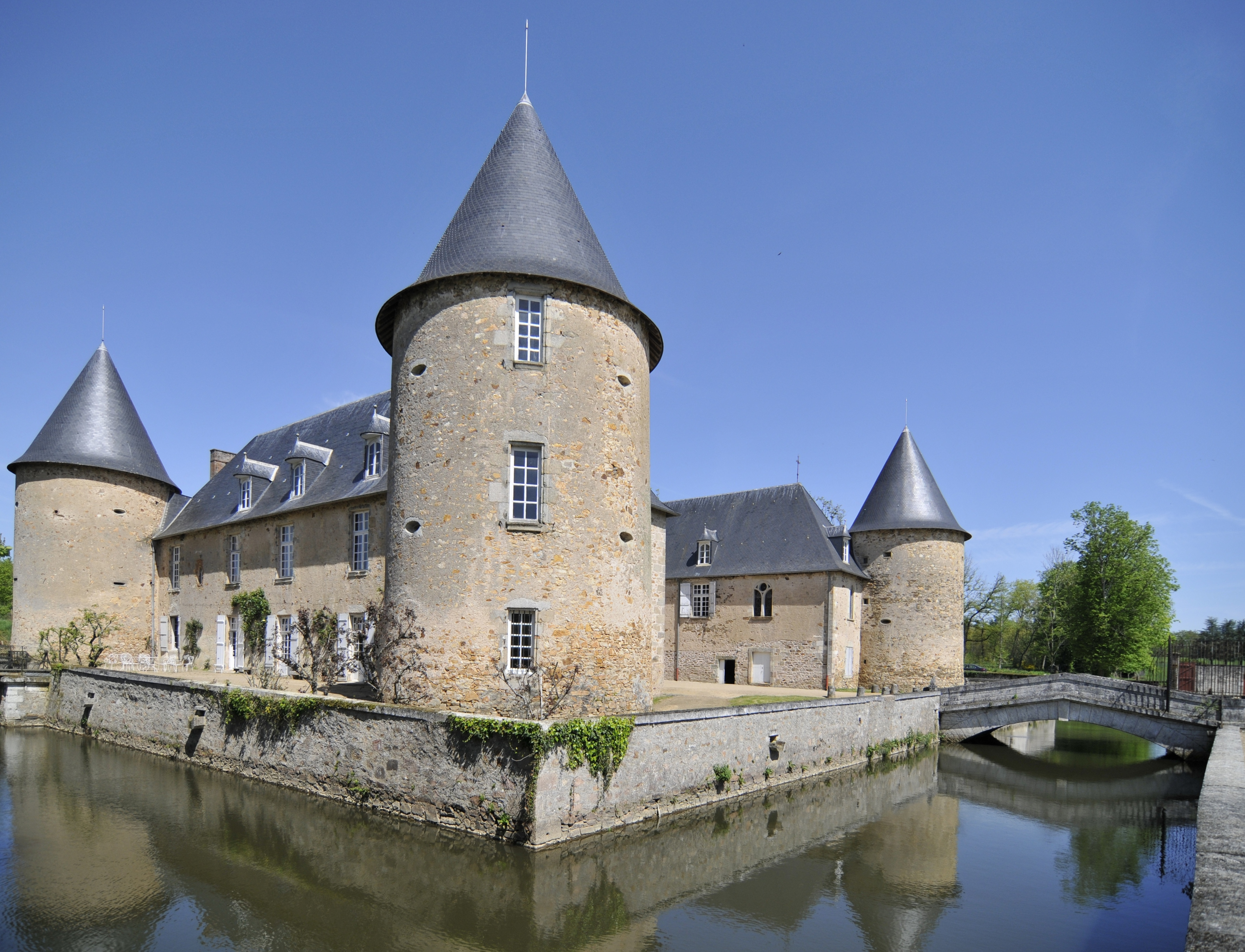
Das Château de Rochebrune von Süden

Das Château de Rochebrune ist ein in der französischen Gemeinde Étagnac (Département Charente, Region Nouvelle-Aquitaine) befindliches Wasserschloss aus dem 11. Jahrhundert. Es bildet den Beginn der Tourismusstraße Richard Löwenherz.

## Geographie
Das Château de Rochebrune befindet sich auf einem kleinen Plateau auf 261 Meter Höhe, 500 Meter östlich des Ortskerns von Étagnac. Es kann über die nur 250 Meter südlich vorbeiführende D 241 von Saint-Junien nach Chabanais erreicht werden. Ein weiterer Zugang besteht über die D 193 von Étagnac nach Saulgond im Westen. Im Osten entwässert der Ruisseau de l'Étang zur Vienne, die knapp 4 Kilometer weiter südlich auf 161 Meter Höhe vorbeifließt.

## Geologie
Das Schloss liegt auf dem 305 Millionen Jahre alten Chirac-Étagnac-Granit, einem mittelkörnigen Biotitgranit des Oberkarbons. Direkt entlang der Ostseite des Schlosses verläuft der Kontakt zu Paragneisen der Oberen Gneisdecke des Limousins. Die Foliation dieser hochmetamorphen Gesteine streicht Südost und fällt recht steil nach Nordost ein. Sie sind auf die Untere Gneisdecke nur 500 Meter weiter südlich aufgeschoben.

## Bauwerk

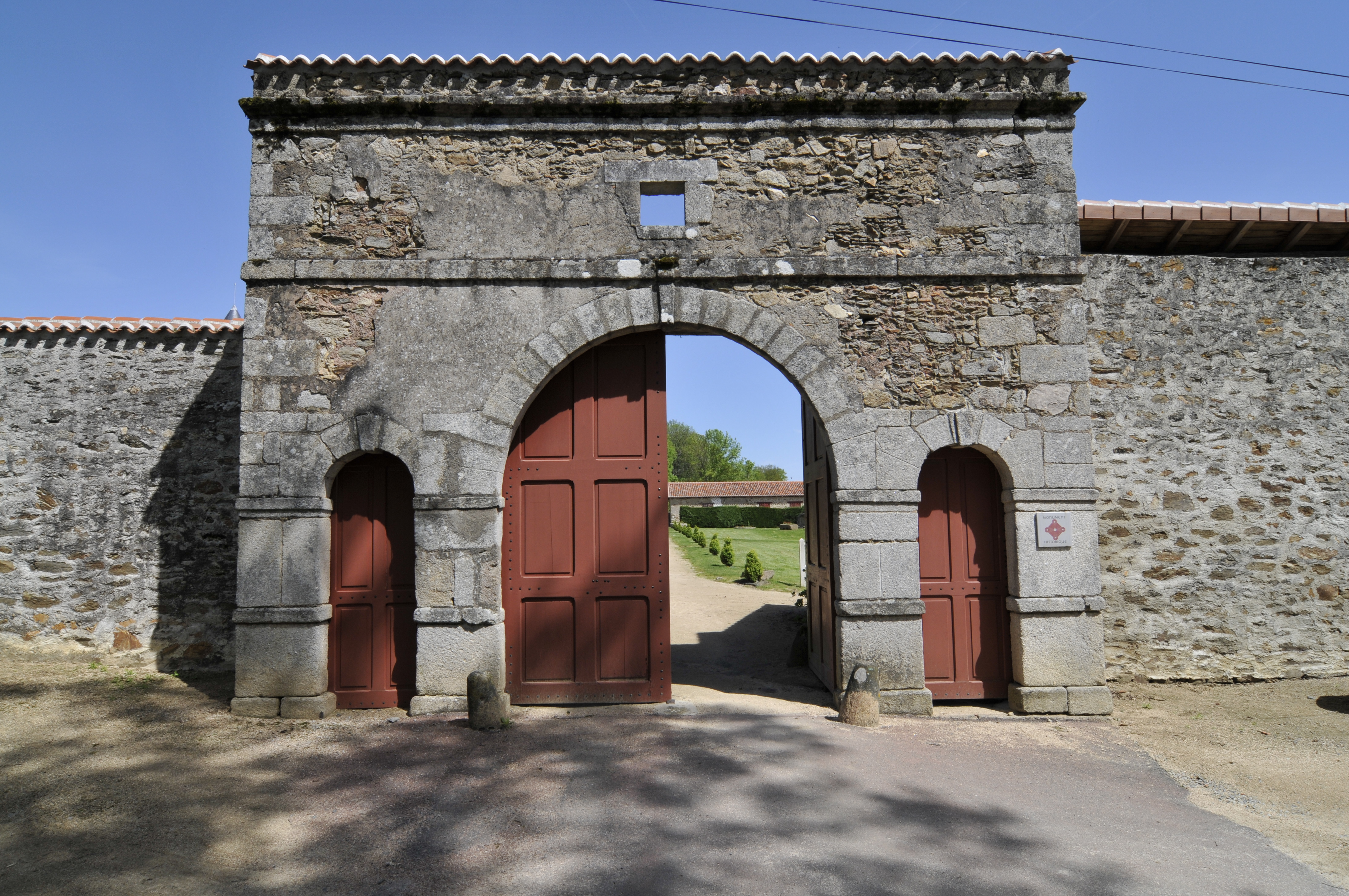
Eingangsportal zum Schloss

Die drei Seitenflügel des zweistöckigen Schlosses formen ein nach Nordnordost ausgerichtetes, 43 × 36 Meter messendes Rechteck, das von vier runden Ecktürmen mit 9 Meter Durchmesser flankiert wird. Um das gesamte Bauwerk verläuft ein mit Wasser gefüllter, 5 bis maximal 10 Meter breiter Burggraben. Die zweiseitigen Spitzdächer sind jetzt mit Schieferplatten eingedeckt, trugen aber vormals Flachziegel. Die kegelförmigen Dächer der Ecktürme sind Pfefferbüchsen (Französisch poivrières). Der den Innenhof abschließende vierte Seitenflügel wurde im Jahr 1808 abgerissen und große Fensteröffnungen in die verbliebenen Flügel eingebaut. Im Inneren sind an einer Decke des Untergeschosses die Wappen der Adelsfamilien Montluc und Rochechouart zu sehen.
Fassaden und Dächer des Schlosses, der Burggraben sowie die östlich vorgelagerten Nebengebäude sind seit dem 24. Juni 1959 als Monument historique eingeschrieben und stehen somit unter Denkmalschutz.

## Geschichte

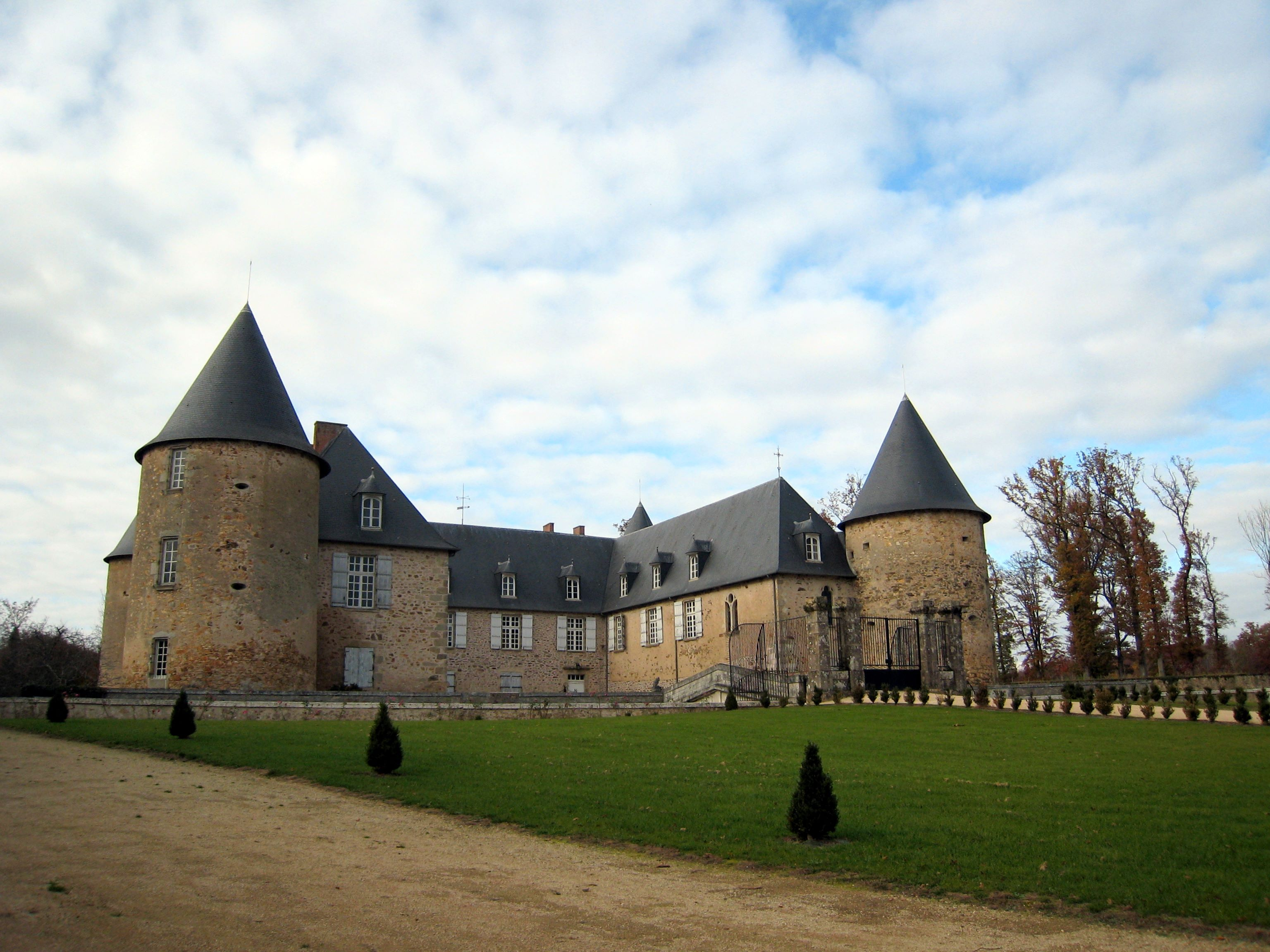
Ostansicht des Château de Rochebrune

Während der ersten Kreuzzüge war das Château de Rochebrune ein wichtiger befestigter Platz von strategischer Bedeutung, der an der Kreuzung der Straßen von Limoges, Angoulême und Niort lag.
Jourdain I. de Chabanais ließ vor seiner Abreise nach Jerusalem – wo er 1099 verstarb – den ersten Turm errichten. Die restlichen drei Türme folgten erst ein Jahrhundert später. Die Mauerstärke beträgt zwei Meter. Die Mauern sind so mit Schießscharten versehen, dass es für die Verteidiger keine toten Winkel gab.
Die Nachkommen von Jourdain I. erweiterten das Bauwerk dann sukzessiv bis auf seine heutigen Ausmaße. Während der Hugenottenkriege fiel das Château de Rochebrune im Jahr 1561 an den Katholiken und Erzrivalen der Protestanten Blaise de  Monluc. Das Schloss bildete damals zusammen mit Chabanais und Confolens eine Verteidigungslinie gegen die von Süden heranrückenden Protestanten.
Nach einer Brandschatzung durch die Protestanten im Jahr 1569 ließ die Schwiegertochter von Blaise de Montluc Fensteröffnungen in die Mauern einbauen, um das Bauwerk aufzuhellen und richtig bewohnbar zu machen. Das Mauerwerk trug damals noch einen die vier Ecktürme verbindenden Rundweg für das Wachpersonal.
Das Schloss ging sodann durch Heirat an die Familie Escoubleau de Sourdis. In der nächsten Generation heiratete Angélique Charlotte d’Escoubleau de Sourdis aus Chabanais den Marquis de Saint-Pouange François Gilbert Colbert (1676–1719). Anlässlich des Heiratsvertrags erhob Ludwig XIV. im Jahr 1702 die Ländereien um Chabanais zu einem Marquisat.
Die Colbert-Chabanais ließen dann noch weitaus größere Fenster einsetzen. Um das Schloss zugänglicher zu machen, wurde im 18. Jahrhundert die einstige Zugbrücke durch die heutige breite Brücke ersetzt.
Im Jahr 1805 erwarb der Comte Pierre Dupont de l’Étang, Offizier und General unter Napoléon und Kommandant einer Militärdivision während der
Restauration, das Château de Rochebrune. Sein nachkommenloser Enkel überließ das Schloss seinem Cousin, dem Comte de Richemont – Vorfahr des jetzigen Eigentümers Henri de Richemont.
Während des Ersten Kaiserreichs wurde ein Park angelegt.